# Newtonia buchananii
Newtonia buchananii là một loài thực vật có hoa trong họ Đậu. Loài này được (Baker) G.C.C.Gilbert & Boutiqu miêu tả khoa học đầu tiên.